# UTC−7:00

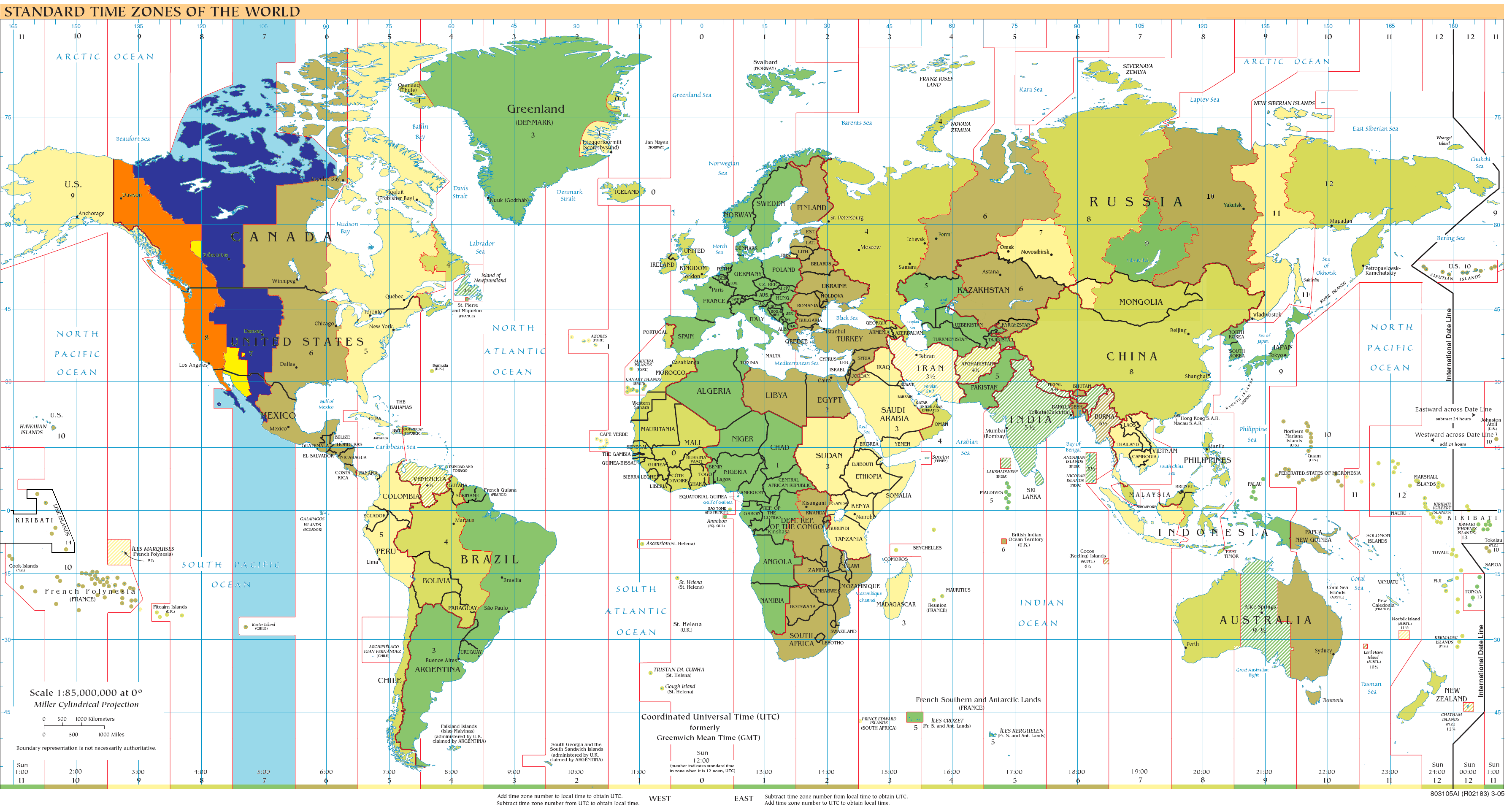
UTC−7 на карте часовых поясов мира:
синим — зона UTC−7 зимой (ноябрь-март) в Северном полушарии (летом (апрель-октябрь) — UTC−6);
голубым — зона UTC−7 в океанах;
ярко-жёлтым — зона UTC−7 круглогодично;
оранжевым — зона UTC−7 летом (апрель-октябрь) в Северном полушарии

UTC−7 — часовой пояс, использующийся в следующих государствах:

## В течение всегогода
- Канада:
  -  Британская Колумбия:
    - Часть долины реки Пис-Ривер
- Мексика:
  -  Сонора
- США (Горный часовой пояс):
  -  Аризона (за исключением резервации Навахо-Нейшен, где используется летнее время)

## ЗимойвСеверном полушарии
- Канада:
  -  Альберта
  -  Британская Колумбия (юго-восточная часть)
  -  Нунавут (западная часть)
  -  Саскачеван (только город Ллойдминстер и прилегающий район)
  -  Северо-Западные территории (большая часть)
- Мексика:
  -  Наярит (большая часть)
  -  Синалоа
  -  Чиуауа
  -  Южная Нижняя Калифорния
- США:
  -  Айдахо (южная часть)
  -  Вайоминг
  -  Канзас (западная часть)
  -  Колорадо
  -  Монтана
  -  Небраска (западная часть)
  -  Невада (небольшой район на востоке штата)
  -  Нью-Мексико
  -  Орегон (небольшой район на востоке штата)
  - Резервация народа навахо
  -  Северная Дакота (юго-западная часть)
  -  Техас (западная часть)
  -  Южная Дакота (западная часть)
  -  Юта

## ЛетомвСеверном полушарии
- Канада (частично):
  -  Британская Колумбия (большая часть)
  -  Юкон
- Мексика (частично):
  -  Нижняя Калифорния
- США (частично):
  -  Айдахо (север часть)
  -  Вашингтон
  -  Калифорния
  -  Невада (большая часть)
  -  Орегон (большая часть)